# 上海市石油化工科技馆
上海市石油化工科技馆位于上海市金山区金一路48号，是中国首家石油化工专业展馆。

## 场馆介绍
上海市石油化工科技馆占地1500平方米，于2006年开馆，由上海市科学技术委员会和上海石油化工股份有限公司共同建设。科技馆的前身是上海石化展示厅，场馆分四个展厅，介绍了石油形成与勘探、炼油化工、塑料化纤等石油化工的科学知识，还展示了上海石化的发展历史。馆内有上海石化生产与生活区的沙盘模型，以及石油加工工艺幻影成像、虚拟书、奇妙的化纤世界、上海石化历史历程等14个展示项目，是上海市爱国主义教育基地。

## 参观信息
- 开放时间：周一至周五8:30-17:00。
- 公共交通：公交石梅线、上石线、莲卫专线、莲石专线。